# Hreceana, Stara Sîneava
Hreceana (în ucraineană Гречана) este un sat în comuna Pasicina din raionul Stara Sîneava, regiunea Hmelnîțkîi, Ucraina.

## Demografie
Componența lingvistică a localității Hreceana
     Ucraineană (99,02%)
     Alte limbi (0,82%)
Conform recensământului din 2001, majoritatea populației localității Hreceana era vorbitoare de ucraineană (99,02%), existând în minoritate și vorbitori de alte limbi.